# Línea 202 (EMT Madrid)
La línea 202 de la EMT de Madrid unía la Avenida de la Reina Victoria con el Hospital General Universitario Gregorio Marañón.

## Características
La línea 202 fue una línea pensada para unir sus cabeceras con el centro de la ciudad más que para unirlas entre sí, pues el tiempo de trayecto entre las mismas no baja de los 30 min en hora valle. Es una línea que comunica directamente el corazón de los barrios de Vallehermoso y Gaztambide con la Gran Vía así como con el entorno del Parque del Retiro, el barrio de Ibiza y el Hospital Gregorio Marañón.
Antes de existir esta línea como tal, había una variante de la línea 2, señalizada con un 2 tachado con una línea roja, que realizaba el mismo recorrido que la 202. Para diferenciarse ambas líneas sus tablillas rezaban Reina Victoria - Manuel Becerra (por O'Donnell) para la línea principal y Reina Victoria - Doctor Esquerdo (por Ibiza) para la variante.
Con la instalación generalizada de los teleindicadores electrónicos en la flota de autobuses, las líneas que eran variantes o ramales señalizados con raya roja o verde cambiaron su numeración, apareciendo la línea 202 a partir de esa variante con la denominación Hospital Gregorio Marañón - Avda. Reina Victoria.
Esta línea coincidía en casi la totalidad de su recorrido con la línea 2, compartiendo recorrido ambas desde la cabecera en la Avenida de la Reina Victoria hasta la intersección de la calle O'Donnell y la Avenida de Menéndez Pelayo, donde se separaban.
Dado que las frecuencias de paso de ambas líneas eran iguales, en su recorrido hacia la cabecera de la Avenida de Reina Victoria se procesan como una sola desde la calle de Alcalá, de modo que los indicadores del tiempo que falta indican sólo 2 Reina Victoria ya sea un bus de la línea 2 o la 202. Esta línea desapareció en octubre de 2012 al fusionarse con la 2, ya que el recorrido de ambas líneas coincidía al 90%.

### Frecuencias
| de lunes a viernes laborable |           |
| de 7:00 a 22:00              | 9-12 min  |
| de 22:00 a 23:00             | 15 min    |
| sábados laborables           |           |
| de 7:00 a 8:00               | 26-27 min |
| de 8:00 a 23:00              | 13-24 min |
| domingos y festivos          |           |
| de 7:00 a 23:00              | 14-19 min |

## Recorrido y paradas

### Sentido Avenida de la Reina Victoria
La línea iniciaba su recorrido en la manzana de la calle del Doctor Esquerdo situada imediatamente a continuación del Hospital Gregorio Marañón hacia el sur, desde la cual enfilaba por Doctor Esquerdo hacia el sur girando a la derecha por la calle Alcalde Sainz de Baranda.
Desde esta calle giraba a la derecha por la calle Maiquez y a continuación a la izquierda por la calle de Ibiza, circulando hasta el final de la misma, donde giraba a la derecha por la Avenida de Menéndez Pelayo.
A continuación, giraba a la izquierda por la calle O'Donnell, que recorría hasta que desembocaba en la calle de Alcalá. Al tomar la calle de Alcalá atravesaba la Plaza de Cibeles para poco después incorporarse a la Gran Vía, que recorria en su totalidad hasta la Plaza de España, donde continuaba su recorrido por la calle de la Princesa.
Desde Princesa giraba a la derecha por la calle Mártires de Alcalá y circulaba por esta y por Blasco de Garay (su continuación tras cruzarse con la calle Alberto Aguilera) hasta girar de nuevo a la derecha por la calle Fernández de los Ríos.
Posteriormente giraba a la izquierda para incorporarse a la calle Vallehermoso, que recorría hasta el final siguiendo por la calle Santander (continuación tras el cruce con la Avenida de Filipinas). Giraba a la izquierda de nuevo para incorporarse a la calle Juan Vigón, que recorría en su totalidad, atravesando el cruce con el Paseo de San Francisco de Sales para seguir por la calle General Ampudia, que recorría en su totalidad tomando al final de la misma la Avenida del Valle hasta que desembocaba en la Avenida de Reina Victoria.
Por la Avenida de Reina Victoria circula en dirección este durante unos 200 m hasta girar por la calle Guzmán el Bueno, donde tenía su cabecera frente a la Delegación de Hacienda.
| código | parada                                           | común con:                  | conexión Metro    | otros |
| ------ | ------------------------------------------------ | --------------------------- | ----------------- | ----- |
| 201    | HOSPITAL GREGORIO MARAÑÓN (Doctor Esquerdo nº54) |                             |                   |       |
| 2163   | SAINZ DE BARANDA-DR. ESQUERDO (nº59)             | 15 215                      |                   |       |
| 199    | IBIZA-MAIQUEZ (nº37)                             |                             |                   |       |
| 197    | IBIZA-NARVÁEZ (nº19)                             |                             | Ibiza             |       |
| 194    | AV. MENÉNDEZ PELAYO-MENORCA (nº17)               | 20 152                      |                   |       |
| 158    | O'DONNELL-AV. MENÉNDEZ PELAYO (n.º 7)            | 2 20 28                     |                   |       |
| 160    | ALCALÁ-CLAUDIO COELLO (nº73)                     | 2 15 20 28 52 146           | Retiro            |       |
| 161    | PUERTA DE ALCALÁ (Pza. Independencia n.º 3)      | 1 2 9 15 20 51 52 74 146    |                   |       |
| 69     | PZA. DE CIBELES (dársenas junto a Pº Recoletos)  | 1 2 15 20 51 52 53 74 146   | Banco de España   |       |
| 5135   | ALCALÁ-BARQUILLO (nº45)                          | 1 2 74 146                  | Banco de España   |       |
| 5137   | GRAN VÍA-CLAVEL (nº14)                           | 1 2 74 146                  |                   |       |
| 166    | GRAN VÍA-TRES CRUCES (nº32)                      | 1 2 46 74 146               | Gran Vía          |       |
| 168    | GRAN VÍA-SAN BERNARDO (nº54)                     | 1 2 44 46 74 75 133 147 148 | Santo Domingo     |       |
| 170    | GRAN VÍA-PZA. ESPAÑA (nº70)                      | 1 2 3 44 46 74 75 133 148   | Plaza de España   |       |
| 1750   | PRINCESA-PZA. ESPAÑA (n.º 4)                     | 1 2 44 133 C1               | Plaza de España   |       |
| 172    | PRINCESA-VENTURA RODRÍGUEZ (nº12)                | 1 2 44 133 C1               | Ventura Rodríguez |       |
| 175    | MÁRTIRES DE ALCALÁ-PRINCESA (n.º 4)              | 2                           |                   |       |
| 176    | BLASCO DE GARAY-ALBERTO AGUILERA (n.º 6)         | 2                           |                   |       |
| 177    | BLASCO DE GARAY-FDO. EL CATÓLICO (nº40)          | 2                           |                   |       |
| 4477   | FERNÁNDEZ DE LOS RÍOS-GALILEO (nº47)             | 2                           |                   |       |
| 4478   | VALLEHERMOSO-DONOSO CORTÉS (nº60)                | 2                           |                   |       |
| 4479   | VALLEHERMOSO-CEA BERMÚDEZ (nº88)                 | 2                           |                   |       |
| 180    | VALLEHERMOSO Nº110                               | 2                           |                   |       |
| 181    | JUAN VIGÓN Nº23                                  | 2                           |                   |       |
| 182    | JUAN VIGÓN-GUZMÁN EL BUENO (n.º 9)               | 2                           |                   |       |
| 183    | GENERAL AMPUDIA N.º 8                            | 2                           |                   |       |
| 184    | GENERAL AMPUDIA Nº18                             | 2                           |                   |       |
| 185    | AV. REINA VICTORIA-GRAL. RODRIGO (nº57)          | 2 C1 F                      | Guzmán el Bueno   |       |
| 186    | GUZMÁN EL BUENO Nº139                            | 2                           |                   |       |

### Sentido Hospital Gregorio Marañón
La línea iniciaba su recorrido en la calle Guzmán el Bueno junto a la Delegación de Hacienda y recorría esta calle en su totalidad hasta desembocar en la calle Alberto Aguilera, incorporándose inmediatamente a la calle Serrano Jover hasta desembocar en la calle de la Princesa, que recorría en su totalidad hasta la Plaza de España. A continuación recorría la Gran Vía entera hasta salir a la calle de Alcalá.
Al tomar la calle de Alcalá atravesaba la Plaza de Cibeles y pasaba junto a la Puerta de Alcalá girando unos 500 m después hacia la calle O'Donnell, que recorría hasta la intersección con la Avenida de Menéndez Pelayo, girando a la derecha para incorporarse a esta.
Desde esta avenida giraba a la izquierda para entrar por la calle Alcalde Sainz de Baranda, girando poco después a la izquierda de nuevo por la calle Narváez y a la derecha por la calle Ibiza, que recorría hasta el final, donde giraba a la derecha por Doctor Esquerdo y tenía su cabecera, en la manzana situada inmediatamente a continuación del Hospital Gregorio Marañón.
| código | parada                                                    | común con:                  | conexión Metro    | otros |
| ------ | --------------------------------------------------------- | --------------------------- | ----------------- | ----- |
| 186    | GUZMÁN EL BUENO Nº139                                     | 2                           | Guzmán el Bueno   |       |
| 187    | GUZMÁN EL BUENO-SAN FRANCISCO DE SALES (nº131)            | 2                           |                   |       |
| 188    | GUZMÁN EL BUENO-JUAN VIGÓN (nº121)                        | 2 12                        |                   |       |
| 189    | GUZMÁN EL BUENO-CEA BERMÚDEZ (nº99)                       | 2                           | Islas Filipinas   |       |
| 191    | GUZMÁN EL BUENO-FERNÁNDEZ DE LOS RÍOS (nº65)              | 2                           |                   |       |
| 192    | GUZMÁN EL BUENO-MELÉNDEZ VALDÉS (nº35)                    | 2                           |                   |       |
| 192    | GUZMÁN EL BUENO-ALBERTO AGUILERA (n.º 5)                  | 2                           | Argüelles         |       |
| 193    | PRINCESA Nº29                                             | 1 2 44 133 C2               |                   |       |
| 173    | PRINCESA-VENTURA RODRÍGUEZ (nº13)                         | 1 2 44 74 133 C2            | Ventura Rodríguez |       |
| 171    | GRAN VÍA-PZA. ESPAÑA (nº73)                               | 1 2 46 74                   | Plaza de España   |       |
| 169    | GRAN VÍA-SAN BERNARDO (nº51)                              | 1 2 46 74 146               | Santo Domingo     |       |
| 167    | GRAN VÍA-TRES CRUCES (nº29)                               | 1 2 46 74 146               | Gran Vía          |       |
| 5138   | GRAN VÍA-CLAVEL (nº11)                                    | 1 2 46 74 146 M2            |                   |       |
| 164    | GRAN VÍA-ALCALÁ (n.º 1)                                   | 1 2 46 74 146 M2            |                   |       |
| 70     | PZA. DE CIBELES (dársenas junto a Pº Prado)               | 1 2 9 15 20 51 52 74 146    | Banco de España   |       |
| 162    | PUERTA DE ALCALÁ (junto acceso Parque del Retiro)         | 1 2 9 15 19 20 51 52 74 146 |                   |       |
| 174    | ALCALÁ-LAGASCA (nº60)                                     | 2 20 28                     | Retiro            |       |
| 159    | O'DONNELL-AV. MENÉNDEZ PELAYO (junto a Parque del Retiro) | 20                          |                   |       |
| 195    | AV. MENÉNDEZ PELAYO-MENORCA (junto a Parque del Retiro)   | 20 152                      |                   |       |
| 196    | SAINZ DE BARANDA Nº10                                     |                             |                   |       |
| 198    | IBIZA-NARVÁEZ (nº22)                                      |                             | Ibiza             |       |
| 200    | IBIZA-MAIQUEZ (nº48)                                      |                             |                   |       |
| 201    | HOSPITAL GREGORIO MARAÑÓN (Doctor Esquerdo nº54)          |                             |                   |       |

## Galería de imágenes

Situación de las líneas de la EMT Madrid en el entorno de la estación de Guzmán el Bueno, antes de la desaparición de la línea 202 y los metrobúhos.